# María Maravillas de Jesús
María Maravillas de Jesús, nascuda María Maravillas Pidal y Chico de Guzmán (Madrid, 4 de novembre de 1891 - Convent de La Aldehuela, Getafe, 11 de desembre de 1974) fou una religiosa espanyola, carmelita descalça i una de les grans místiques del segle xx. És venerada com a santa per l'Església catòlica.

## Biografia
María Maravillas Pidal y Chico de Guzmán va néixer a Madrid, al solar on avui hi ha l'extensió del Congrés dels Diputats. Era filla de Luis Pidal y Mon, segon marquès de Pidal, ministre de Foment i ambaixador d'Espanya davant la Santa Seu, i de Cristina Chico de Guzmán. Fou batejada a la parròquia de San Sebastián de la vila.
Va fer vots religiosos en 1921, ingressant en les carmelites descalces. En 1923, va prendre la decisió de fundar un convent de carmelites a Getafe, al Cerro de los Ángeles, centre geogràfic d'Espanya, vora el monument al Sagrat Cor de Jesús. El bisbe de Madrid-Alcalá, Leopoldo Eijo y Garay, va donar el seu suport i en 1924 Maravillas i tres monges carmelites d'El Escorial s'instal·laren a una casa de Getafe, mentre es construïa el convent. El 30 de maig de 1924 va fer la professió solemne i en juny de 1926 fou nomenada priora del convent d'El Cerro (Madrid), inaugurat el 31 d'octubre d'aquell any. També va fundar un convent carmelita a Kottayam (Índia), obert en 1933.
Durant la persecució religiosa que començà a Espanya en 1931, Maravillas va obtenir del papa Pius XI el permís per sortir del convent amb les monges per protegir la imatge del Sagrat Cor si era profanada. El juliol de 1936 la comunitat fou expulsada del convent. Es refugiaren a un pis de Madrid, al carrer Claudio Coello, 33. Catorze mesos després, la comunitat va sortir-ne i marxà a Lorda (França). Novament a Espanya, s'instal·là a Las Batuecas (Salamanca), on fundà un nou convent carmelita. El març de 1939 Maravillas torna al Cerro de los Ángeles.
Va fundar diversos convents més: Mancera de Abajo (Salamanca, 1944), Duruelo (Àvila, 1947), Arenas de San Pedro (Ávila, 1954), San Calixto (serralada de Córdova, 1956), Aravaca (Madrid, 1958) i en 1961 el de La Aldehuela (a la carretera de San Martín de la Vega, km 7,5, Getafe, Madrid), on fou priora fins a la seva mort. A més, fundà el convent de Montemar-Torremolinos (Màlaga, 1964). A La Aldehuela va fundar també un col·legi per a nens pobres, fent construir-hi tot un barri d'habitatges i una església.
Va morir en 1974 al convent de La Aldehuela, essent-hi sebollida a l'església.

## Veneració
Beatificada a Roma per Joan Pau II el 10 de maig de 1998, i el mateix papa la canonitzà a Madrid el 4 de maig de 2003. La seva festivitat és el dia 11 de desembre.